# Seznam vrcholů ve Všerubské vrchovině

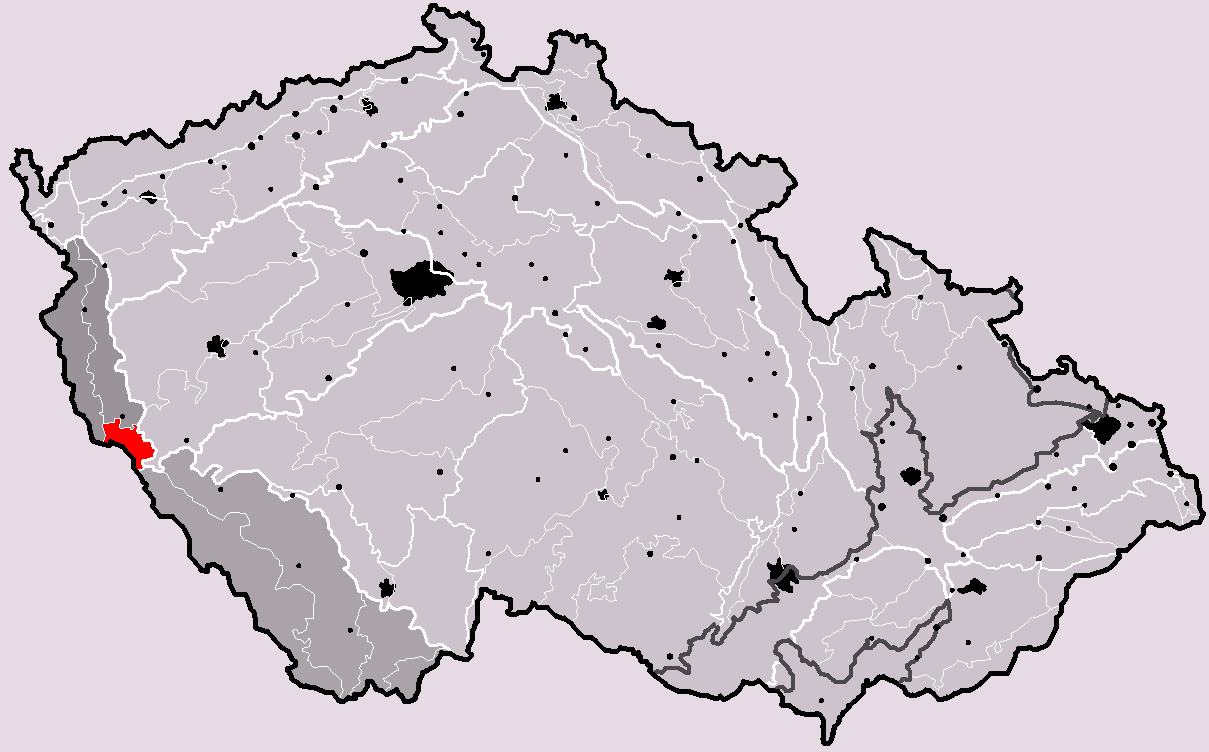
Všerubská vrchovina na mapě České republiky

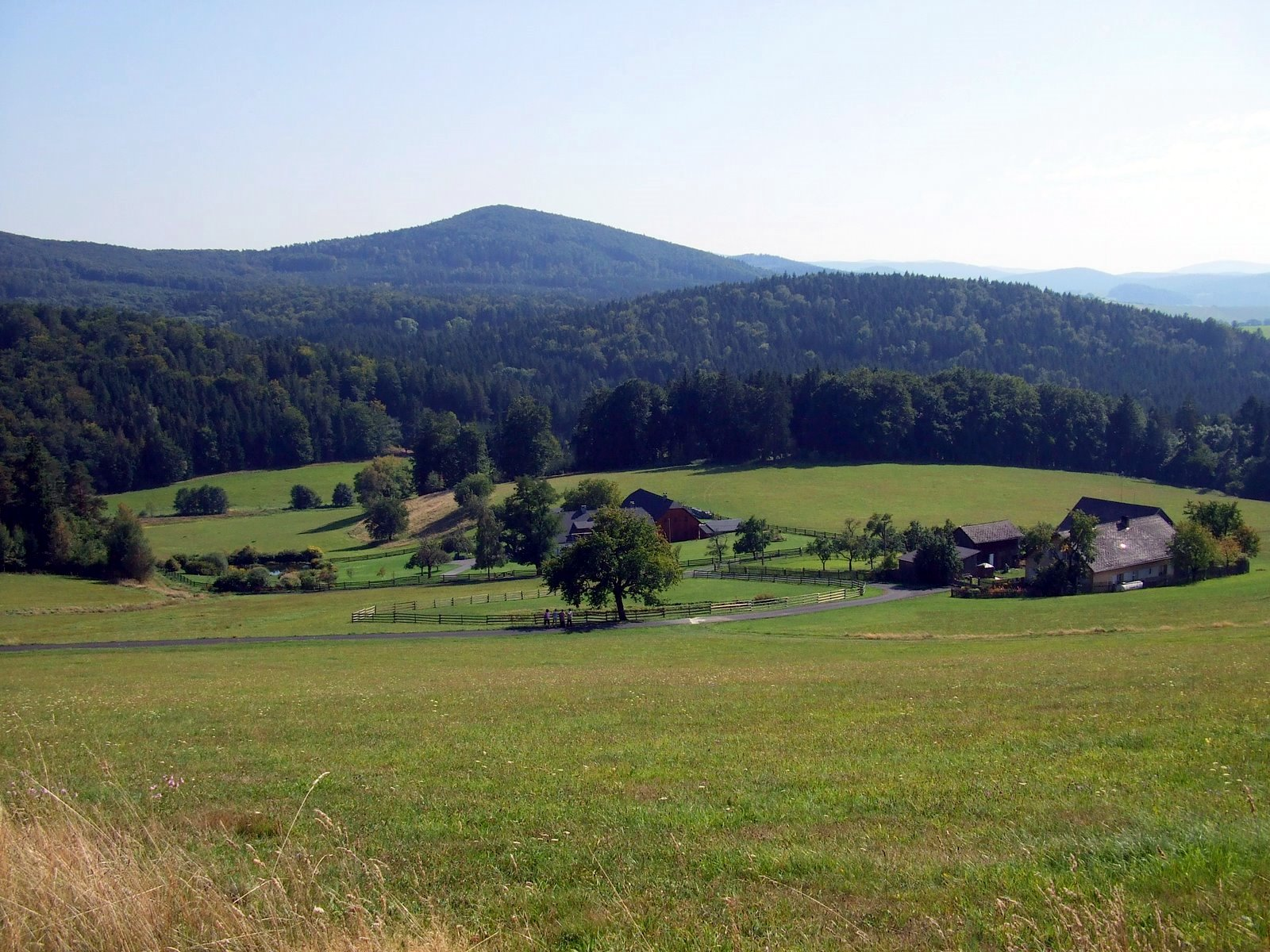
Jezvinec (739 m)

Seznam vrcholů ve Všerubské vrchovině obsahuje pojmenované všerubské vrcholy s nadmořskou výškou nad 600 m a dále všechny vrcholy s prominencí (relativní výškou) nad 100 m. Seznam je založen na údajích dostupných na stránkách Mapy.cz a v Geoprohlížeči Zeměměřického úřadu. Jako hranice pohoří byla uvažována hranice stejnojmenného geomorfologického celku.

## Seznam vrcholů podle výšky
Seznam vrcholů podle výšky obsahuje všechny pojmenované vrcholy s nadmořskou výškou nad 600 m a prominencí alespoň 5 m. Celkem jich je 22, z toho 4 s výškou nad 700 m a 8 s výškou nad 650 m. Nejvyšší horou je Kameňák s nadmořskou výškou 751 m, který se nachází v geomorfologickém okrsku Havranická vrchovina.
| #   | Vrchol         | Výška m n. m. | Souřadnice                       | Okrsek               | Přístup                   |
| --- | -------------- | ------------- | -------------------------------- | -------------------- | ------------------------- |
| 1.  | Kameňák        | 751           | 49°16′14″ s. š., 13°03′09″ v. d. | Havranická vrchovina | neznačeno                 |
| 2.  | Jezvinec       | 739           | 49°19′20″ s. š., 13°04′12″ v. d. | Havranická vrchovina | žlutá turistická značka   |
| 3.  | Orlovická hora | 723           | 49°19′37″ s. š., 13°05′06″ v. d. | Havranická vrchovina | neznačeno                 |
| 4.  | Lišák          | 710           | 49°18′08″ s. š., 13°03′47″ v. d. | Havranická vrchovina | neznačeno                 |
| 5.  | Ratiště        | 677           | 49°16′58″ s. š., 13°01′39″ v. d. | Havranická vrchovina | neznačeno                 |
| 6.  | Spálený vrch   | 668           | 49°22′25″ s. š., 12°52′57″ v. d. | Babylonská vrchovina | neznačeno                 |
| 7.  | Havranice      | 666           | 49°20′03″ s. š., 13°05′54″ v. d. | Havranická vrchovina | neznačeno                 |
| 8.  | Bezný          | 659           | 49°22′31″ s. š., 13°02′06″ v. d. | Koutská vrchovina    | modrá turistická značka   |
| 9.  | Chlumek        | 644           | 49°21′18″ s. š., 13°04′08″ v. d. | Koutská vrchovina    | neznačeno                 |
| 10. | Halovska       | 644           | 49°22′45″ s. š., 12°54′58″ v. d. | Babylonská vrchovina | neznačeno                 |
| 11. | Čepice         | 644           | 49°22′19″ s. š., 13°01′43″ v. d. | Koutská vrchovina    | modrá turistická značka   |
| 12. | Dobrá hora     | 641           | 49°21′57″ s. š., 13°04′29″ v. d. | Koutská vrchovina    | neznačeno                 |
| 13. | Sedlácko       | 623           | 49°22′54″ s. š., 12°52′41″ v. d. | Babylonská vrchovina | neznačeno                 |
| 14. | Medvědí vrch   | 623           | 49°18′46″ s. š., 13°03′34″ v. d. | Havranická vrchovina | neznačeno                 |
| 15. | Ráj            | 615           | 49°21′59″ s. š., 13°01′41″ v. d. | Koutská vrchovina    | červená turistická značka |
| 16. | Přední skála   | 607           | 49°22′21″ s. š., 12°55′32″ v. d. | Babylonská vrchovina | neznačeno                 |
| 17. | Holý vrch      | 605           | 49°20′23″ s. š., 13°06′12″ v. d. | Havranická vrchovina | neznačeno                 |
| 18. | Křížová        | 603           | 49°21′01″ s. š., 13°05′44″ v. d. | Koutská vrchovina    | neznačeno                 |
| 19. | Dmout          | 603           | 49°25′00″ s. š., 12°54′09″ v. d. | Babylonská vrchovina | neznačeno                 |
| 20. | Špička         | 601           | 49°20′57″ s. š., 12°51′53″ v. d. | Babylonská vrchovina | neznačeno                 |
| 21. | Zadní skála    | 601           | 49°24′12″ s. š., 12°54′13″ v. d. | Babylonská vrchovina | neznačeno                 |
| 22. | Salka          | 600           | 49°23′14″ s. š., 12°53′33″ v. d. | Babylonská vrchovina | neznačeno                 |

## Seznam vrcholů podle prominence
Seznam vrcholů podle prominence obsahuje všechny všerubské vrcholy s prominencí (relativní výškou) nad 100 m bez ohledu na nadmořskou výšku. Celkem jsou 4. Nejprominentnějším vrcholem je Jezvinec (161 m) v geomorfologickém okrsku Havranická vrchovina. Nejvyšší Kameňák má prominenci pouze 90 m.
| #  | Vrchol       | Výška m n. m. | Promi- nence | Izolace (km)       | Souřadnice                       | Přístup                 |
| -- | ------------ | ------------- | ------------ | ------------------ | -------------------------------- | ----------------------- |
| 1. | Jezvinec     | 739           | 161          | 5,8 → Kameňák      | 49°19′20″ s. š., 13°04′12″ v. d. | žlutá turistická značka |
| 2. | Spálený vrch | 668           | 150          | 4,0 → kóta 929 m   | 49°22′25″ s. š., 12°52′57″ v. d. | neznačeno               |
| 3. | Lišák        | 710           | 132          | 2,1 → Jezvinec     | 49°18′08″ s. š., 13°03′47″ v. d. | neznačeno               |
| 4. | Bezný        | 659           | 114          | 2,3 → Kněžská hora | 49°22′31″ s. š., 13°02′06″ v. d. | modrá turistická značka |